# بوروو
بوروو (به آلمانی: Burow) یک شهر در آلمان است که در Mecklenburgische Seenplatte District واقع شده‌است. بوروو ۱٬۱۲۹ نفر جمعیت دارد.